# Елефтерохори (Гребен)
Елефтерохори (грч. Ελευθεροχώρι) је насељено место у општини Гребен у периферији Западна Македонија, Грчка. Према попису из 2021. године било је 39 становника.
Према бугарском географу и историчару, Василу Канчову, у Елефтерохорију је 1900. године живело 74 Грка.